# De Walckiers

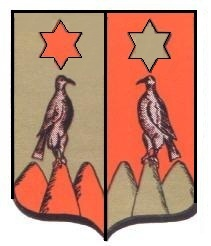
Wapen van de familie de Walckiers

De Walckiers was een Zuid-Nederlandse familie van wie telgen in de  Oostenrijkse Nederlanden en in het koninkrijk België in de erfelijke adel werden opgenomen.

## Geschiedenis
- In 1727 verleende keizer Karel VI erfelijke adel aan Cornelius de Walckiers.
- In 1747 verleende dezelfde keizer erfelijke adel aan Jean Josse de Walckiers, voorvader van de hierna genoemden.
- In 1786 verleende keizer Jozef II de titel burggraaf aan Adrien de Walckiers de Tronchienne (1721-1799), voorvader van de hierna genoemden. Zijn zoon, Edouard de Walckiers, kreeg dezelfde titel.
- Charles Louis de Walckiers (1814-1879), zoon van Edouard, getrouwd met Nelly Ovart, had drie zonen die hierna volgen. Er ontstond dus een dubbel hiaat na Edouard de Walckiers. Enerzijds op professioneel vlak: zijn afstammelingen volgden zijn voetsporen niet in de wereld van banken en financies, maar werden beroepsofficier. Edouard en zijn zoons, lieten hun adellijke status niet erkennen tijdens het Verenigd Koninkrijk der Nederlanden en het Belgisch koninkrijk, en het is pas de volgende generatie die hierom vroeg, respectievelijk in 1899 en 1902.

## Genealogie
- Daniel Walckiers (1642-1693), was schepen van Ninove.
  - Jean Walckiers (1676-1747), geadeld in 1734.
    - Adrien-Ange de Walckiers (1721-1799), heer van Drongen, Evere en Sint-Amands, verkreeg de titel burggraaf in 1786. Hij trouwde met Dieudonnée de Nettine (1736-1789).
      - Edouard de Walckiers (1758-1837) kreeg de titel burggraaf in 1786. Hij trouwde in 1783 met Barbe de Reul (†1791) en in 1799 met Rose Renaud.
        - Charles-Alphonse de Walckiers (1793-1849), cavaleriekolonel.
        - Charles-Louis de Walckiers (1814-1879) trouwde met Nelly Ovart.
          - Edouard de Walckiers (1861-1918), (zie hierna).
          - Leon de Walckiers (zie hierna).
          - Charles de Walckiers (zie hierna).

## Edouard de Walckiers (1861-1918)
Edouard Frédéric Paul Charles Dieudonné de Walckiers (Aat, 6 januari 1861 - Calais, 14 maart 1918) werd in 1899 in de Belgische erfelijke adel erkend met de titel burggraaf overdraagbaar bij eerstgeboorte. Hij werd majoor bij de cavalerie en trouwde in Namen in 1905 met Elise Ottelet (1871-1950). Ze hadden een enige dochter, Marie-Louise de Walckiers (1906-1983), laatste naamdrager van deze familietak.

## Léon de Walckiers
- Léon Eugène Charles de Walckiers (Leuven, 6 september 1869 - Brugge, 10 september 1946) werd in 1902 erkend in de Belgische erfelijke adel en kreeg in 1921 de titel burggraaf, overdraagbaar bij eerstgeboorte. Hij werd luitenant-kolonel bij de cavalerie en trouwde in Bergen in 1902 met Emilie Delanney (1881-1957).
  - Charles Edouard de Walckiers (1902-1985) trouwde in 1927 in Elsene met Ghislaine Van Steenberghe (1904-1956), met wie hij een enige dochter had, laatste naamdrager van deze familietak. Hij hertrouwde in 1957 in Sint-Pieters-Woluwe met Gisberta Elens (1905-1989). Hij werd generaal-majoor en tijdens de Tweede Wereldoorlog voerde hij bevel over afdelingen van de Belgisch troepen in Groot-Brittannië.

## Charles de Walckiers
Charles Louis Edouard Dieudonné Marie de Walckers (Borgerhout, 22 maart 1875 - Ukkel, 3 juni 1964) verkreeg in 1902 erkenning in de Belgische erfelijke adel. Hij trouwde in 1900 in Bergen met Jeanne Lestrate (1877-1930), met wie hij een zoon en een dochter had, zonder verdere afstammelingen. Hij hertrouwde in Brussel in 1943 met Céline Depasse (1889-1981).